# グレイテスト・ヒッツ (ドノヴァンのアルバム)
『グレイテスト・ヒッツ』（原題：Donovan's Greatest Hits）は、イギリスのシンガーソングライター、ドノヴァンが1969年に発表したベスト・アルバム。

## 背景
エピック・レコードとの契約を得てからのシングル曲を中心とした内容である。キャリア初期に発表された「カラーズ」と「キャッチ・ザ・ウィンド」に関しては、オリジナル・ヴァージョンではなく再録ヴァージョンが収録され、これらのヴァージョンはアルバム『ハーディー・ガーディー・マン』（1968年）の2005年リマスターCDにもボーナス・トラックとして収録された。

## 反響・評価
アメリカのBillboard 200では、ドノヴァンのアルバムとしては最高の4位を記録した。1992年8月には、RIAAによりプラチナ・ディスクの認定を受けている。
Stephen Thomas Erlewineはオールミュージックにおいて満点の5点を付け「これらの曲が証明している通り、ドノヴァンとプロデューサーのミッキー・モストは、フォークロック及びサイケデリック・ポップの魅力的なシングルを創造することができた」と評している。

## リイシュー
1999年に発売されたリマスターCDは、「メロー・イエロー」を1曲目とした曲順に変更され、 「キャッチ・ザ・ウィンド」と「カラーズ」はオリジナル・バージョンに差し替えられ、オリジナル・リリース当時は未発表だったアルバム『バラバジャガ』（1969年）と『Open Road』（1970年）からの曲がボーナス・トラックとして追加された。

## 収録曲
全曲ともドノヴァン作。

### LP
エピック盤に準拠。パイ・レコードから発売されたイギリス盤(NSPL 18283)は、曲順は同じだが「魔女の季節」がサイド2の1曲目に収録されている。
Side 1
1. エピスル・トゥ・ディピー（旧邦題：狂人ロック） - "Epistle to Dippy" – 3:10
  - シングルA面曲。スタジオ・アルバムには未収録だった。ステレオ・リミックス。
2. サンシャイン・スーパーマン - "Sunshine Superman" – 4:30
  - アルバム『サンシャイン・スーパーマン』からのシングル曲。本作にはステレオ・リミックスのロング・ヴァージョンを収録。
3. 霧のマウンテン - "There Is a Mountain" – 2:38
  - シングルA面曲。スタジオ・アルバムには未収録だった。ステレオ・リミックス。
4. ジェニファー・ジュニパー - "Jennifer Juniper" – 2:40
  - アルバム『ハーディー・ガーディー・マン』からのシングル曲。
5. 天国の愛につつまれて（旧邦題：恋は天国） - "Wear Your Love Like Heaven" – 2:24
  - アルバム『ドノヴァンの贈り物/夢の花園より』の第1部『Wear Your Love Like Heaven』からのシングル曲。
6. 魔女の季節 - "Season of the Witch" – 4:46
  - アルバム『サンシャイン・スーパーマン』より。ステレオ・リミックス。

Side 2
1. メロー・イエロー - "Mellow Yellow" – 3:42
  - アルバム『メロー・イエロー』からのシングル曲。疑似ステレオ。
2. カラーズ - "Colours" – 4:20
  - アルバム『フェアリーテイル』からのシングル曲だが、本作には再録ヴァージョンを収録。
3. ハーディー・ガーディー・マン - "Hurdy Gurdy Man" – 3:18
  - アルバム『ハーディー・ガーディー・マン』からのシングル曲。
4. キャッチ・ザ・ウィンド - "Catch The Wind" – 5:04
  - アルバム『ホワッツ・ビン・ディド・アンド・ホワッツ・ビン・ヒィド』からのシングル曲だが、本作には再録ヴァージョンを収録。
5. ラレーニア - "Laleña" – 2:52
  - シングルA面曲。スタジオ・アルバムには未収録だった。ステレオ・リミックス。
  - 西城秀樹が気に入って、ガロに日本語詞を付けてもらい、1973年にリサイタルのオープニングで歌ったことがある[6]。

### 1999年リマスターCD
1. メロー・イエロー - "Mellow Yellow" – 3:40
  - オリジナル・モノ・ミックスで収録。
2. カラーズ - "Colours" – 2:44
  - オリジナル・バージョンで収録。
3. ハーディー・ガーディー・マン - "Hurdy Gurdy Man" – 3:19
4. キャッチ・ザ・ウィンド - "Catch The Wind" – 2:56
  - オリジナル・バージョンで収録。
5. ラレーニア - "Laleña" – 2:56
6. エピスル・トゥ・ディピー - "Epistle to Dippy" – 3:11
7. サンシャイン・スーパーマン - "Sunshine Superman" – 4:32
8. 霧のマウンテン - "There Is a Mountain" – 2:35
9. ジェニファー・ジュニパー - "Jennifer Juniper" – 2:42
10. 天国の愛につつまれて - "Wear Your Love Like Heaven" – 2:25
11. 魔女の季節 - "Season of the Witch" – 4:56
12. 幻のアトランティス - "Atlantis" – 4:59
13. 西海岸で待つスーザンに - "To Susan on the West Coast Waiting" – 3:13
  - アルバム『バラバジャガ』からのシングル曲。
14. バラバジャガ - "Barabajagal" – 3:19
  - アルバム『バラバジャガ』からのシングル曲。
15. リキ・ティキ・タビ - "Riki Tiki Tavi" – 2:56
  - アルバム『Open Road』からのシングル曲。